# Pavonia exasperata
Pavonia exasperata är en malvaväxtart som beskrevs av Grings och Boldrini. Pavonia exasperata ingår i släktet påfågelsmalvor, och familjen malvaväxter. Inga underarter finns listade i Catalogue of Life.